# گربه‌ماهیان صدادار
گربه‌ماهیان صدادار (نام علمی: Doradidae) نام یک تیره از راسته گربه‌ماهی‌سانان است.